# Burg Flinsbach
Die Burg Flinsbach ist eine abgegangene Höhenburg auf einem Sporn des „Hohebergs“ auf 240 m ü. NN östlich des Ortsteils Flinsbach der Gemeinde Helmstadt-Bargen im Rhein-Neckar-Kreis in Baden-Württemberg.

## Geschichte
Über die Ursprünge der Burg ist nichts bekannt. Ihre Erbauer könnten die Herren von Hirschhorn sein, die einst die Vogteirechte über Flinsbach und eine weitere Burg auf dem nahen Schlossbuckel zwischen Helmstadt und Aglasterhausen besaßen. Mögliche Erbauer sind auch die württembergischen Grafen von Hohenberg, die im 14. Jahrhundert Besitz in Flinsbach hatten. Auf das Ende des 12. Jahrhunderts als auch auf das Ende des 13. Jahrhunderts datierte Scherben (Keramik und Becherkachel) lassen auch die Erbauungszeit noch im Unklaren. Da die Burg bei dem Verkauf des Dorfes durch Graf Rudolf III. von Hohenberg an den Ritter Wieptrecht von Helmstatt am 20. April 1380 nicht erwähnt wird und keine Scherben aus dem 15. Jahrhundert gefunden wurden, kann angenommen werden, dass die Burg schon abgegangen war oder zumindest nicht mehr genutzt wurde und in späteren Jahrhunderten als Steinbruch zum Hausbau in Flinsbach genutzt wurde.

## Beschreibung des Burgstalls
Die etwas tiefer als die Hochebene gelegene zweiteilige kleine Burganlage, nach der Art einer Turmburg, verfügte über einen 40 Meter langen 5 Meter tiefen und bis 15 Meter breiten Halsgraben. Die Kernburg bildete vermutlich ein vom Berghang abgeschnittenes 20 mal 30 Meter großes Rechteck mit einer im Durchmesser 7 Meter großen Bodenvertiefung, die einen Burgturm am Halsgraben vermuten lässt. Auch eine Schildmauer lässt sich hier vermuten.
Der 20 mal 10 Meter große talseitige nordöstliche Teil des Burgstalls, vermutlich die Vorburg, weist nach Funden von Keramikscherben (13. und 14. Jahrhundert) und Tierknochensplittern auf einen Wohnbau, eventuell einen Palas hin. Funde von Becherkachelfragmenten im 13. Jahrhundert weisen auf eine Beheizung durch einen Kachelofen.
Die Burg war vermutlich aus Stein gebaut mit aufgesetztem Fachwerkbau. Funde von rotgebrannten Lehmbrocken als Füllwerk des Fachwerks lassen sicher auf eine Zerstörung durch Brand schließen.